# 開羅航空 (1998年)
開羅航空是一間埃及的航空公司，於1998年11月開始运营，提供包機航班往歐洲、中東和非洲，樞紐機場為開羅國際機場。

## 歷史
開羅航空是一間包機的航空公司，提供兩架Tu-204-120客機和兩架Tu-204-120C貨機出租。
除了國內航線外，航空公司主要提供國際航線往歐洲、中東和非洲，未來開羅航天將會有定期航班。
作為一間姊妹公司西羅科航天科技國際公司，開羅航天在初時曾經試驗Tu204-120架機。

## 機隊
開羅航空有以下機隊(2008年11月8日) Archive.today的存檔，存档日期2012-06-30：

## 外部連結
- 官方網站 （页面存档备份，存于）